# 1370
Évszázadok: 13. század – 14. század – 15. század
Évtizedek: 1320-as évek – 1330-as évek – 1340-es évek – 1350-es évek – 1360-as évek – 1370-es évek – 1380-as évek – 1390-es évek – 1400-as évek – 1410-es évek – 1420-as évek
Évek: 1365 – 1366 – 1367 – 1368 –  1369 – 1370 – 1371 – 1372 – 1373 – 1374 – 1375

## Események
- február 17. – A rudaui csata, a Német Lovagrend győzelme a litvánok és szövetségesei felett.
- május 24. – A stralsundi szerződés véget vet a háborúnak Dánia és a Hanza-városok között.
- október 20. – II. Fülöp tarantói herceg és Anjou Erzsébet magyar hercegnő házassága.
- november 17. – I. Lajos (Nagy Lajos) magyar király lengyelországi uralkodásának kezdete.
- december 30. – Pápává választják XI. Gergelyt.[1]

## Születések
- december – Guarino Veronese humanista, az itáliai reneszánsz korai alakja († 1460)
- december 18. – VII. Ióannész bizánci császár († 1408)
- IV. Olaf norvég király († 1387)
- Vilmos osztrák herceg Karintia, Stájerország, Friaul és Krajna uralkodója († 1406)

## Halálozások
- november 5. – III. Kázmér lengyel király[2] (* 1310)
- december 19. – V. Orbán pápa (* 1310)[3]